# Waltz (漫画)
『Waltz』（ワルツ）は、原作：伊坂幸太郎、漫画：大須賀めぐみによる日本の漫画作品

## 概要
『週刊少年サンデー』（小学館）で連載された『魔王 JUVENILE REMIX』の登場人物の“蝉”を主人公にしたスピンオフ作品。『魔王 JUVENILE REMIX』の第一章から約4年遡り、蝉と岩西の出会いから蝉の成長していく姿が描かれている。『ゲッサン』（同社刊）にて、2009年11月号から2012年3月号まで連載。連載終了後、本編では描かれなかった番外的な日常エピソードが同作家前作品・次回作『魔王 JUVENILE REMIX』『VANILLA FICTION』と共にゲッサンWEBにて公開されている。単行本は全6巻。第6巻には初版限定で、ドラマCD同梱のものが同時発売された。
原作は伊坂の書き下ろしで、『魔王 JUVENILE REMIX』では伊坂がネームをチェックすることは途中からは無くなったが、本作は毎号チェックが入っており、ジャック・クリスピンの台詞は伊坂が考えている。

## あらすじ
中学卒業後、家を出てうろついていた少年は次第に殺しに手を染めていくようになる。はした金で殺しを請け負っていた少年の前に岩西という男が現れ、少年を「蝉」と命名しプロの殺し屋に育てると言い寄る。「蝉」と名付けられた少年は生まれて初めての拠り所となる人間との出会いに戸惑いながらも、本格的に殺し屋としての人格を形成していく。

## 登場人物
声は単行本第6巻限定版収録のドラマCDのもの。
蝉（せみ）
声 - 櫻井孝宏
本作の主人公。17歳。ナイフ使いの殺し屋。身長は166cm（『魔王 JUVENILE REMIX』では171cm）。
少年時代から「弱ければ死んで当然」「世界は死体で満ちている」という弱肉強食の考え（いわゆるサイコパス）を持ち、異様な喧嘩の強さと相まって孤独に生きてきた。劣悪な家庭環境で育ち、中学卒業後は家を出ていき、殺し屋の世界に入るが、あまりの素行の悪さに殺しの業界でも居場所を失っていた。その最中で岩西に「蝉」と名付けられ雇われる。
生まれて初めての拠り所となる人間との出会いに戸惑いながらも首折り男殺害を狙う。しかし、本物のプロの殺し屋集団であるチクタクとの戦いではなす術もなく敗北、自身の意識の幼稚さを思い知り雪辱のため仕事の完遂を誓った。
元々は原作者・伊坂幸太郎の小説『グラスホッパー』の登場人物。『魔王 JUVENILE REMIX』では殺し屋としてのプロ意識が恐ろしく高いが、本作ではまだ腕が立つだけでむしろ「殺しにプロも糞もない」とまで考えていた。しかし、岩西と組んでの仕事でプロ意識が育まれ成長していく姿が描かれていく。
岩西（いわにし）
声 - 諏訪部順一
殺し屋のマネージメントを生業とする男。蝉の名付け親。
金のみに価値を置く独自の人生哲学と美学を持つ。歌手ジャック・クリスピンの熱狂的ファンで、いつもその言葉の一部を引用する。スリの名人。ヘビースモーカー。身長は184センチメートル。36歳。
とあるコンビニ店長から首折り男殺害の依頼をうけた際に業界評判最悪の殺し屋を桃から紹介される。そこで偶然出会った少年の腕を見込み「みんみんうるさいから」という理由で「蝉」と名付けた。
元々は原作者・伊坂幸太郎の小説『グラスホッパー』の登場人物。『魔王 JUVENILE REMIX』では蝉とコンビ関係だが、本作では殺し屋とはその場限りの契約で、特別な信頼関係は築かれていなかった。
桃（もも）
声 - 大原さやか
情報屋。当時はプロポーション抜群で妖艶な美女だが、常に甘いものを食べており、4年後の『魔王 JUVENILE REMIX』では肥満体型になっている。
元々は原作者・伊坂幸太郎の小説『グラスホッパー』の登場人物。
デコーズ
全員が額に文字の入れ墨をしているヤクザたち。デコーズは岩西が勝手に付けたあだ名。
組長の田淵を人望の厚い結城が蝉を雇って殺すが、その場で蝉は結城を殺してしまった。残党は報復を狙ったが、岩西の依頼を受けた蝉に一掃される。
全員が額に文字を入れているという外見は伊坂のアイディア。
苺原 稔（いちごはら みのる）
イジメを受ける気弱な高校生。携帯に遺書を打ち、自殺を常に考える程悩んでいた。「首折り男」に容姿が酷似していたことから騒動に巻き込まれるが、大藪に出会って以降彼をヒーロー視し、尊敬と憧れを抱くようになる。
チクタクから大藪に助けられた後、大藪の知り合いの老夫婦に預けられるが、イジメの加害者の脅しに怯えて外に出てしまい大藪を窮地に晒してしまう。その償いをするために恐怖を抑えながら指定された場所に向かうも、大藪が高所から転落し地面に激突するのを目の当たりにする。最悪の事態に直面し動揺する心と声を抑え、自らが「首折り男の役」を引き継ぐ覚悟を決める。
原作者・伊坂幸太郎の短編小説『首折り男の周辺』に登場する人物2人をリミックスした形での登場である。
大藪（おおやぶ）
声 - 中村悠一
「首折り男」と呼ばれる殺し屋。素手で人の首をちぎれる程に捻り、殺すことからその異名がついた。仕事ぶりは超一流で、依頼金は1000万円。その一方で、マネージャー曰く「誰かの役に立ちたい病」で、街でお年寄りを助けたり、イジメに遭っていた苺原を助けたりする。
殺人鬼・帽子卿の存在に気づき街を守るため倒すことを決意するが、苺原を助けるためにチクタクと戦い、帽子卿により車で轢かれ、立体駐車場から転落。死亡したかと思われたが、死体を身代わりにして自分が死んだように偽装しただけで、後に帽子卿や蝉の前に再び姿を現す。
元々は原作者・伊坂幸太郎の短編小説『首折り男の周辺』の登場人物。
大藪のマネージャー
本名不明。苺原を無理矢理行方不明となっていた大藪の代役にしてチクタクに引き合わせる。その後チクタクにより重傷を負わされ入院。
元々は原作者・伊坂幸太郎の短編小説『首折り男の周辺』の登場人物。
老夫婦
以前大藪に駅で助けられた老夫婦。チクタクから大藪に助けられた後の苺原を預かった。
チクタク
帽子卿に雇われた殺し屋集団。東アジアの新興勢力。
「チクタク」という名前の由来は計ったように正確な仕事ぶりから。リーダーは女性で、帽子卿が残した死体を買い取り、その臓器の売ることで「狩り」に必要なコストとリスクを最小限にしている帽子卿のビジネスパートナーでもある。武器と犬を使った集団連携で戦う。
苺原を首折り男と間違えて拉致していたところを、同じく首折り男を狙う蝉と戦い圧倒する。首折り男が沢ノ森リゾートの8番ロッジに現れると予想して待ち伏せしていたが、岩西にそれを読まれ足止めされ、スズメバチによって一網打尽にされる。スズメバチの毒によって動けなくなったリーダーは、岩西が帽子卿とチクタクが共犯であるという証拠を探している間にコンビニ店長の手によって首を切られ殺害される。
帽子卿（ぼうしきょう）
帽子に異常な執着をもつ性癖の殺人鬼。大量の帽子をコレクションし、帽子に似合う女性を拉致しては体を斬り捨てて、頭部に帽子を飾ることを至福にしている。人を殺す理由は「愛」だと語っている。自分が残した死体をチクタクに売ることで、死体の処理にかかるリスクを最小限にしている。
沢ノ森リゾートの8番ロッジにある解体作業場で、大藪に襲撃され危うく命を落としかける。そして、自分を倒そうとしている大藪の抹殺をチクタクに依頼する。大藪を車で追い詰め立体駐車場から突き落としたが、苺原が瞬時に大藪に化けたことで大藪が無事であると誤認した。
寺原（てらはら）
非合法会社〈令嬢〉の社長。デコーズを潰した岩西と蝉を拉致し拷問に掛けたが、蝉の大暴れにより逆に人質にとられた。共通の敵であるチクタクを潰すため、岩西に2億円を投資する取引をした。
『魔王 JUVENILE REMIX』からの続投登場である。
比与子（ひよこ）
寺原の秘書。『魔王 JUVENILE REMIX』からの続投登場である。
スズメバチ
〈令嬢〉に雇われチクタクを襲撃した殺し屋の少女。『魔王 JUVENILE REMIX』からの続投登場である。
コンビニ店長
声 - 石田彰
首折り男殺害の依頼人。帽子卿とは中学校時代の知り合いで、帽子卿が異常な性癖を持つようになったきっかけとなった人物である。彼もまた「もう1人の帽子卿」として女性を殺害し帽子を飾る犯行を繰り返しているが、動機は「無償の愛」だと語り、自分の模倣をしたうえチクタクと組んで臓器売買に手を出した（＝愛を金に換えた）帽子卿を疎み、蝉に対して追加の依頼として帽子卿の殺害を要求する。

## 単行本
- 原作：伊坂幸太郎、作画：大須賀めぐみ、『Waltz』 小学館〈ゲッサン少年サンデーコミックス〉、全6巻
  1. 2010年03月12日発売 ISBN 978-4-09-122226-8
  2. 2010年07月12日発売 ISBN 978-4-09-122384-5
  3. 2010年12月10日発売 ISBN 978-4-09-122616-7
  4. 2011年05月12日発売 ISBN 978-4-09-122835-2
  5. 2011年10月12日発売 ISBN 978-4-09-123286-1
  6. 2012年05月11日発売 ISBN 978-4-09-123608-1
初回限定特別版 ISBN 978-4-09-941739-0
- 原作：伊坂幸太郎、作画：大須賀めぐみ、『Waltz新装版』 小学館〈ゲッサン少年サンデーコミックス〉、全6巻
  1. 2015年10月16日発売 ISBN 978-4-09-126610-1
  2. 2015年10月16日発売 ISBN 978-4-09-126620-0
  3. 2015年11月4日発売 ISBN 978-4-09-126641-5
  4. 2015年11月4日発売 ISBN 978-4-09-126642-2
  5. 2015年12月18日発売 ISBN 978-4-09-126643-9
  6. 2015年12月18日発売 ISBN 978-4-09-126644-6